# Hercules (motocicleta)
Hercules va ser una marca alemanya de ciclomotors i motocicletes, fabricades inicialment per l'empresa Nürnberg Hercules-Werke i, més tard, pel conglomerat Fichtel & Sachs. Fundada per Carl Marschütz el 1886 a Neumarkt in der Oberpfalz, prop de Nuremberg, com a fabricant de bicicletes, l'empresa va començar a produir motocicletes el 1904. El 1963, Hercules va ser adquirida per Fichtel & Sachs i fusionada poc després amb la Zweirad Union. Des d'aleshores, Sachs va comercialitzar les seves motocicletes alternant sovint les dues principals marques del grup, Hercules i DKW. La producció de motocicletes sota la marca Hercules va cessar definitivament el 1996.

## Història
Carl Marschütz va fundar Hercules el 5 d'abril de 1886. Inicialment fabricava bicicletes i comptava amb 8 treballadors, mentre que vuit anys després ja en tenia 170. El 1894, la companyia va produir gairebé 5.000 bicicletes. Un any després, les instal·lacions es van traslladar de Neumarkt a la Fürther Straße de Nuremberg. El 1898, Hercules va desenvolupar un vehicle elèctric que podia arribar als 40 km/h.

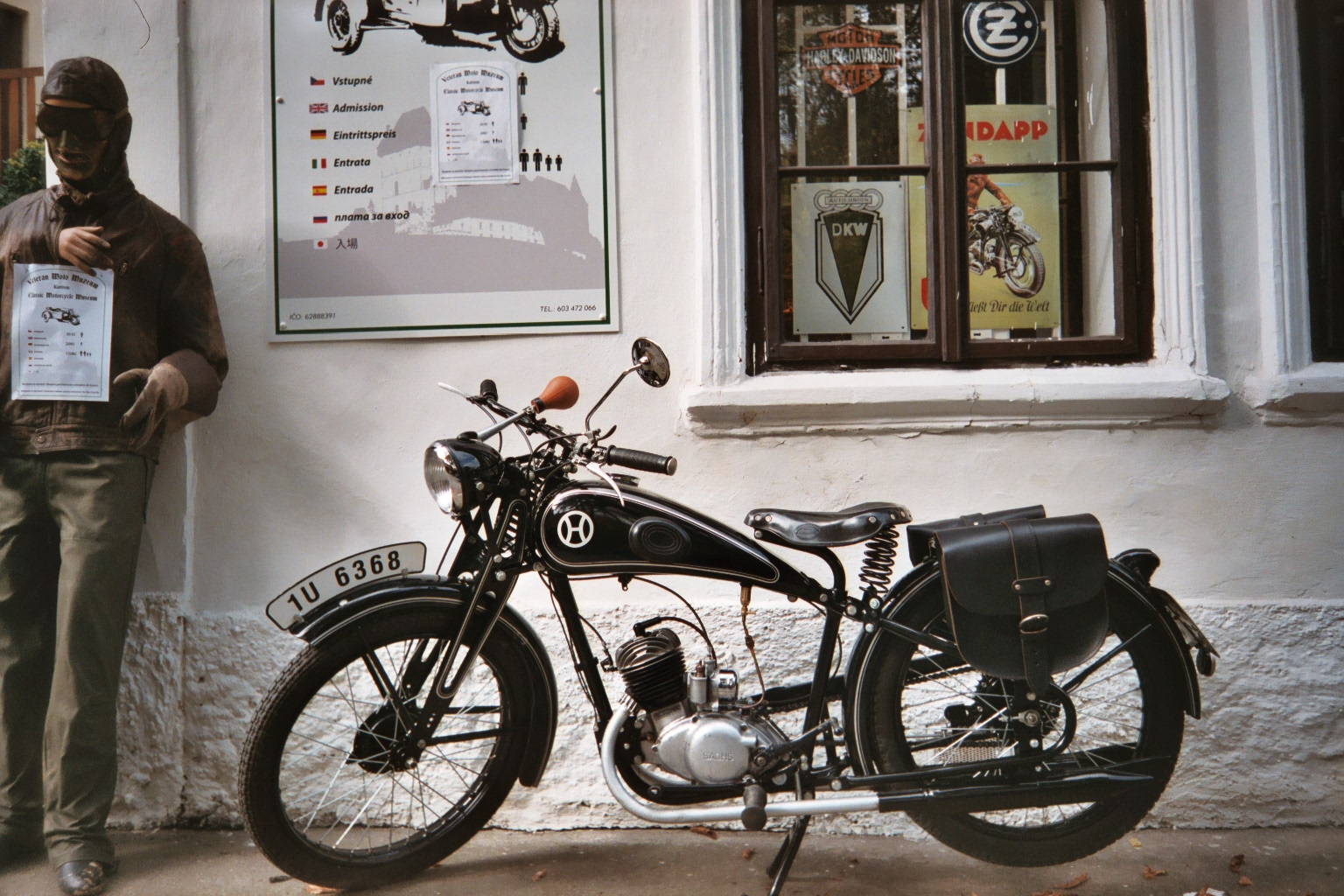
Una Hercules S125 (1938-1943)

El 1904, Hercules va crear la seva primera motocicleta i la va començar a produir el 1905, cosa que converteix l'empresa en un dels fabricants de motocicletes més antics del món (Peugeot, la més antiga encara activa, va començar a fabricar-ne el 1898, Indian el 1901, Triumph el 1902 i Harley-Davidson i Husqvarna, el 1903). El 1905, l'empresa produïa també camions lleugers amb una capacitat d'1,2 tones.
El 1928, Hercules va començar a muntar motors d'altres fabricants a les seves motocicletes, entre ells JAP, Villiers, Moser, Bark, Sturmey-Archer i, a partir del 1930, Sachs. També al 1930, l'empresa va iniciar la producció d'automòbils de tres rodes amb motors de 200 cc. Durant aquella època, Hercules va esdevenir un dels principals clients de Sachs, a qui li comprava especialment el seu motor de 98 cc. Ambdues empreses van anar consolidant la seva relació i van teixir una xarxa de distribució conjunta per tot Alemanya.
Acabada la Segona Guerra Mundial, Hercules intentà recuperar-se de la desfeta i el 1945 va reprendre l'activitat amb només 30 treballadors. Va començar fabricant lleteres, després bicicletes i, finalment, reprengué la producció de motocicletes amb un model de 97 cc i, més tard, un altre amb motor ILO de 125 cc.
Durant les dècades del 1950 i 1960, Sachs esdevingué el principal fabricant europeu de motors de motocicleta de dos temps. Molts d'aquests motors es van fer servir a la línia de petites motocicletes, escúters i ciclomotors Hercules. Això va fer que l'antiga relació empresarial entre Hercules i Sachs s'anés estrenyent cada cop més. Gràcies a aquesta col·laboració, la companyia va llançar alguns models que van aconseguir un gran èxit comercial, entre ells la petita K50 de 1962, una Hercules equipada amb el motor Sachs 50 S de cinc velocitats i 4,5 CV.

### Fusió de marques

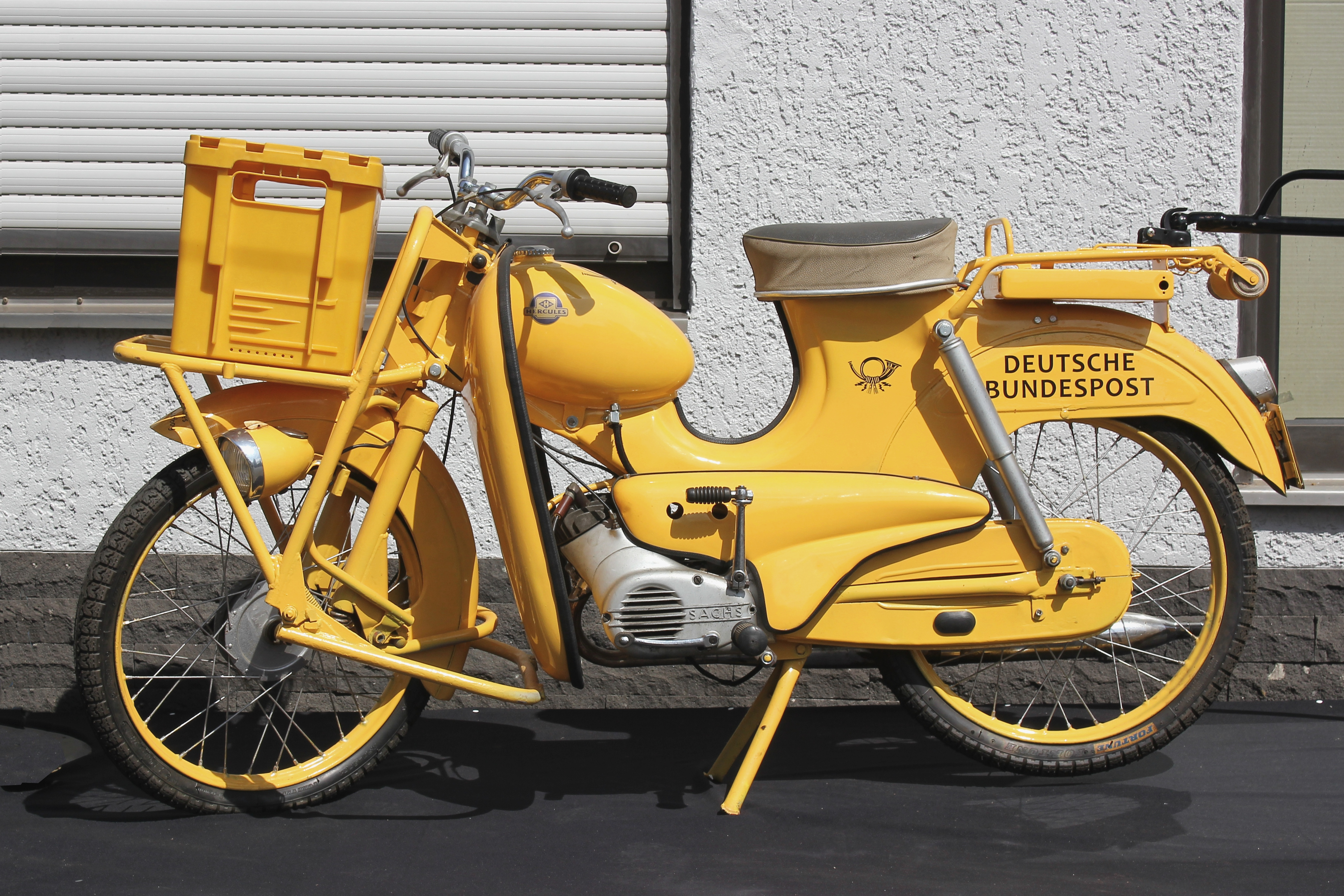
Un ciclomotor Lastboy (1966-1984) emprat pel servei de correus alemany

El 1963, Fichtel & Sachs va absorbir definitivament la Nürnberger Hercules- Werke GmbH. El 1965, a més, va absorbir també la Zweirad-Union, un conglomerat que incloïa les marques Victoria, Express i DKW. Sachs va optar aleshores per cancel·lar algunes marques i mantenir les més conegudes. Mentre que la darrera Express es va produir el 1968 i la darrera Victoria, el 1969, les Hercules i DKW van continuar en producció (de fet, Sachs les va fusionar totes dues). Durant anys, molts models de motocicleta del grup Fichtel & Sachs es van comercialitzar indistintament com a Sachs, Hercules o DKW, sovint depenent de l'època o del mercat on es destinaven.
Durant la dècada del 1970, Sachs va aconseguir nombrosos èxits esportius, especialment en la modalitat de l'enduro, amb les seves motocicletes comercialitzades sota les marques DKW i Hercules. Tot i així, poc després que l'equip italià de DKW-Sachs guanyés dos Campionats d'Europa d'enduro el 1978 (50 i 175cc), l'empresa va abandonar-ne la producció, tant de les de marca DKW com de les Hercules.

## L'Hercules W-2000

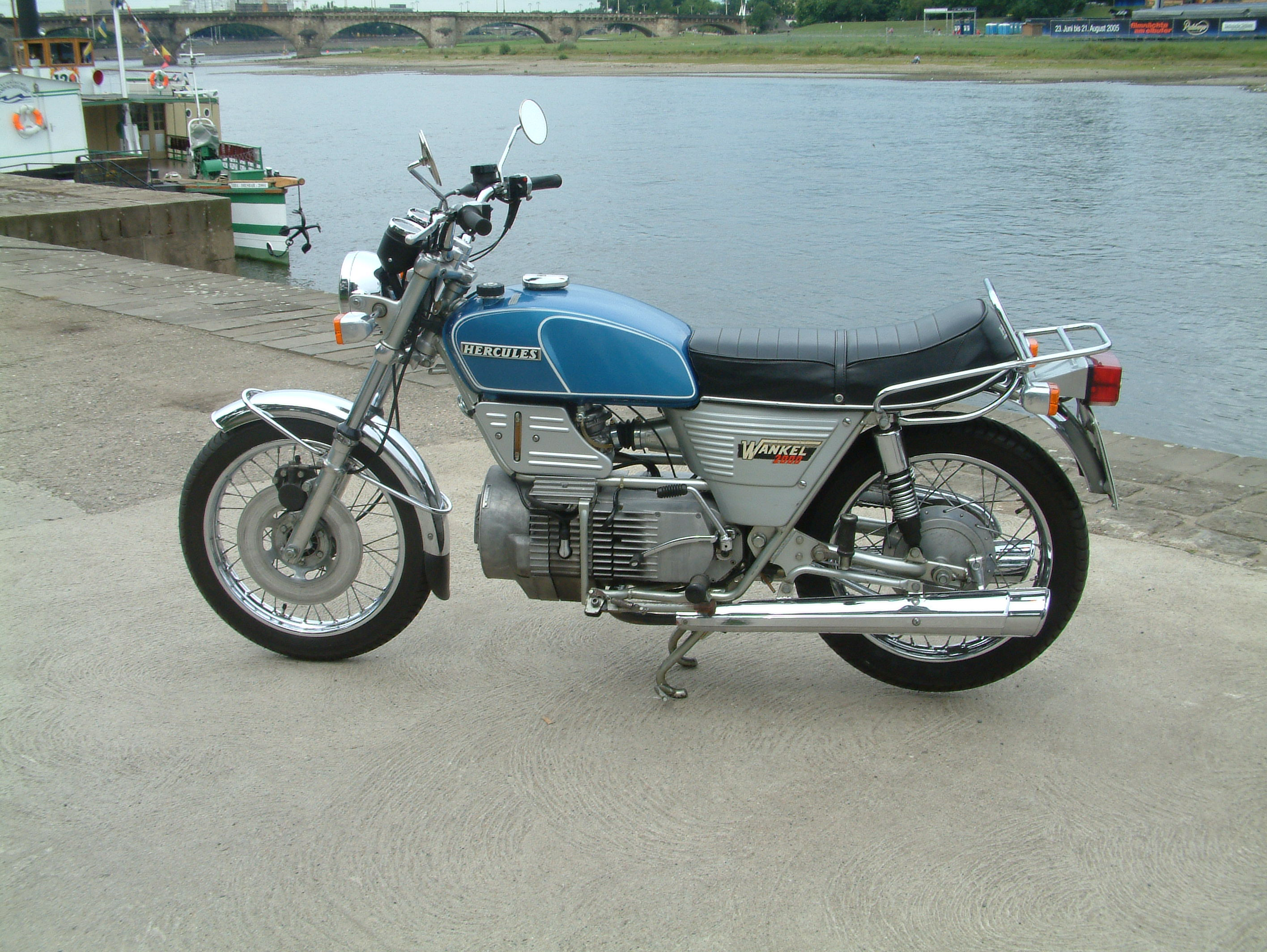
L'Hercules Wankel 2000 de 1977

El 29 de desembre de 1960, Fichtel & Sachs va esdevenir el segon llicenciatari del motor rotatiu Wankel. Després d'aplicar-lo en motos d'aigua i eines elèctriques personals, Sachs va ser el primer fabricant de motocicletes a fer servir aquesta llicència i ho va fer inicialment sota la marca Hercules, amb el llançament de la W-2000 el 1974 (un model del qual se n'havia mostrat un primer prototip al West Cologne Autumn Motorcycle Show el 1970). La W-2000 es va vendre sota la marca Hercules a tot arreu tret del Regne Unit, on es va comercialitzar com a DKW.
L'Hercules W-2000 duia un motor refrigerat per aire d'un sol rotor de 294 cc de cilindrada que produïa 23 CV, més tard augmentat a 32 CV. La refrigeració s'aconseguia mitjançant un gran ventilador col·locat davant del motor (i la brisa que hi entrava lliscant mentre es conduïa) i la lubrificació del motor es feia afegint manualment oli al combustible del dipòsit.
El 1976, Hercules va llançar la W-2000 Injection, en què la lubrificació del motor es feia per mitjà d'un dipòsit d'oli separat mitjançant una bomba. Duia rodes de 18 polzades, fre de disc anterior i de tambor posterior. Segons una prova publicada el març de 1976 a la revista Cycle World, la conducció era bona, però la poca distància al terra de la motocicleta en limitava la capacitat de viratge. Aquest article també definia la W-2000 com a una motocicleta d'ús diari i no pas una d'esportiva.
Hercules va llançar també una moto de fora d'asfalt amb motor rotatiu (la KC-30 GS Enduro) el maig de 1975, però el model no es va vendre a causa del seu alt preu (2.900 dòlars).
El motor d'un sol rotor de Fichtel & Sachs de 300 cc refrigerat per aire tal com s'utilitzava a l'Hercules -l'únic motor Wankel disponible comercialment en aquell moment- va ser emprat com a base per l'enginyer de projectes de BSA David Garside poc després, quan va dissenyar una motocicleta de 588 cc amb motor de doble rotor que es va dur a la producció com a "Norton Classic". Norton va desenvolupar també una versió del motor Wankel de Sachs per a la seva nova "Norton Interpol 2", llançada el 1984.

## Línies de producció principals

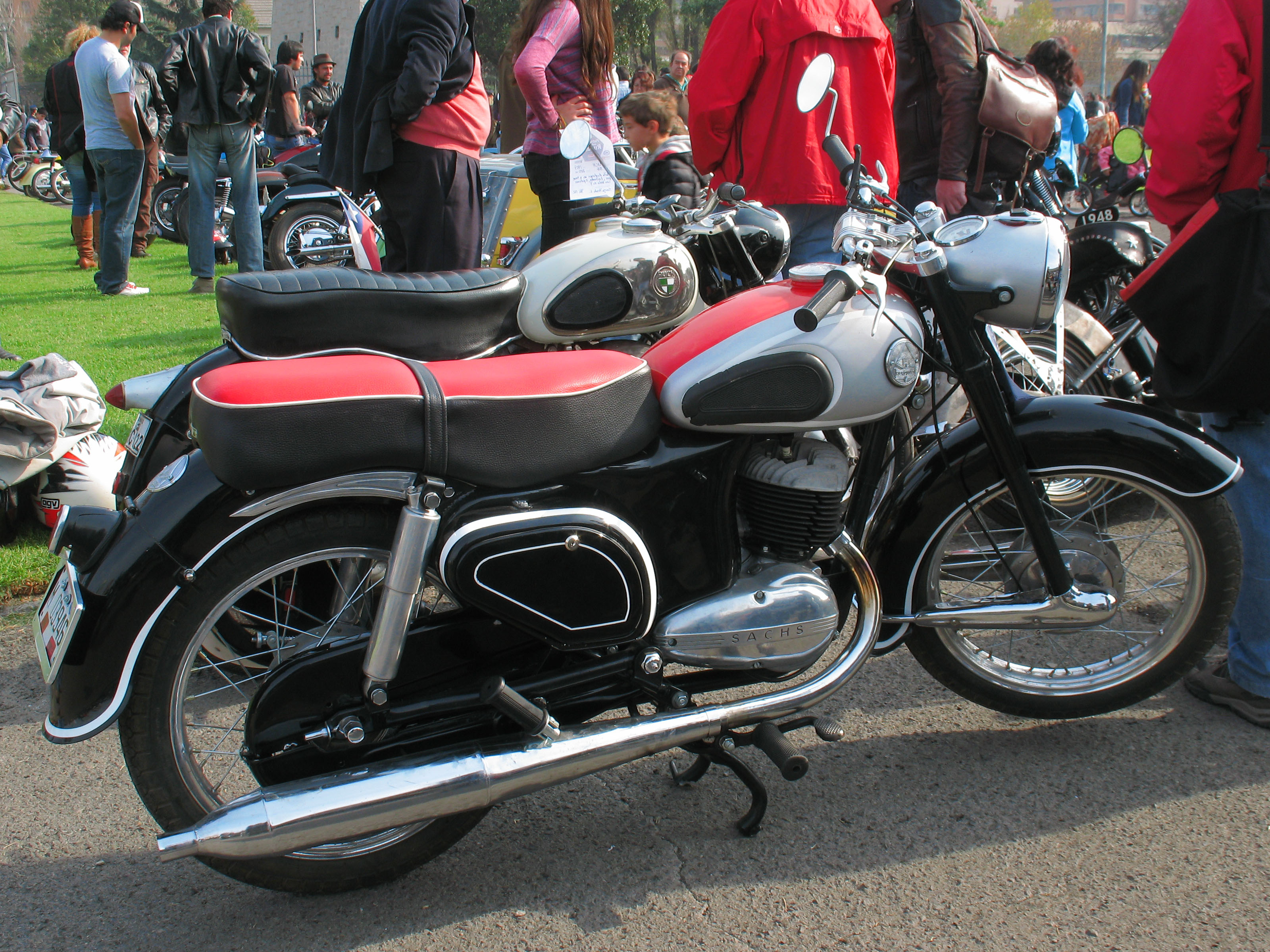
Una Hercules K 175S de 1959

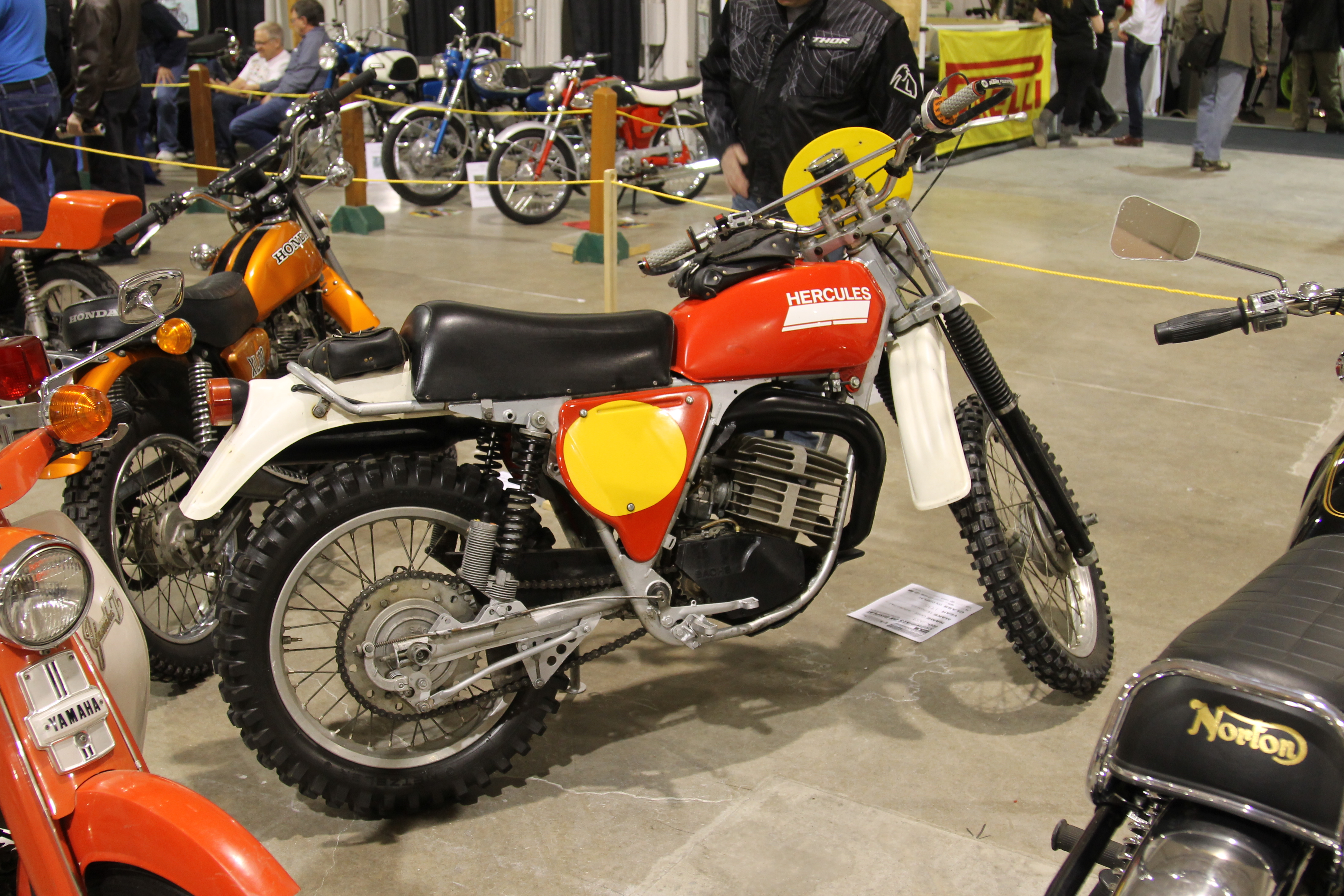
Hercules GS d'enduro (ca. 1976)

|  | - Hercules K500 1932–1936 - Hercules s125 1939–1943 - Hercules b50 1932–1935 - Hercules Moped, 49cc (ciclomotor, 1957) - Hercules Scooter, 50cc - Hercules Ultra III Sachs 50 SW - Hercules Lilliput, 98cc - Hercules MK1 (ciclomotor) - Hercules MK2 (ciclomotor) - Hercules MK3 (ciclomotor) - Hercules MK4 (ciclomotor) - Hercules supra 4gp (ciclomotor) - Hercules supra 4 (ciclomotor d'enduro) - Hercules Prior (ciclomotor) - Hercules cognomboy - Hercules K100 (1959) - Hercules R 200 (1959) - Hercules 220 (1965) - Hercules 103 (1966) - Hercules Postie Bike (1969) | - Hercules K 105 X (1970) - Hercules K 125 X (1971) - Hercules K 50 RX (1971) - Hercules K 125 Militar (1971–1990) - Hercules K 125 (1972) - Hercules K 125 T (1973) - Hercules K125 S (1974–1979) - Hercules W-2000 (1974–1978) - Hercules E1 (1974) - Hercules KC-30 GS Enduro (1975) - Hercules 175 GS (1976) - Hercules 502 GS (1976) - Hercules GS250 Ice Racer (1977) - Hercules MC250 (1978) - Hercules DKW 250 GS (1978) - Hercules Prima 5S (1984) - Hercules Prima frisiert - Hercules GS 125B - Hercules KJBe - Hercules K 180 Militar (1991–1996) |